# Vihar Judit
Vihar Judit (Budapest, 1944. augusztus 28. –) irodalomtörténész, műfordító, haikuköltő, nyugalmazott főiskolai tanár. Nevéhez olyan neves japán nyelvű művek magyarra fordítása köthető, mint a Nobel-díjas Óe Kenzaburó regénye, a Futball-lázadás vagy Macuo Basó verses útinaplója, az Észak ösvényein című könyv. 1991-től 1992-ig a Miskolci Bölcsész Egyesület (MBE) Nagy Lajos Király Magánegyeteme Japán Nyelv és Művelődéstörténet Tanszékének vezetője. Vihar Béla József Attila-díjas költő lánya, Widder Félix Bódog festőművész unokája, valamint a hagyatékuk kezelője. Első férje Mártonfi Ferenc sinológus nyelvész volt, gyermekük Mártonfi Attila nyelvész.

## Családja

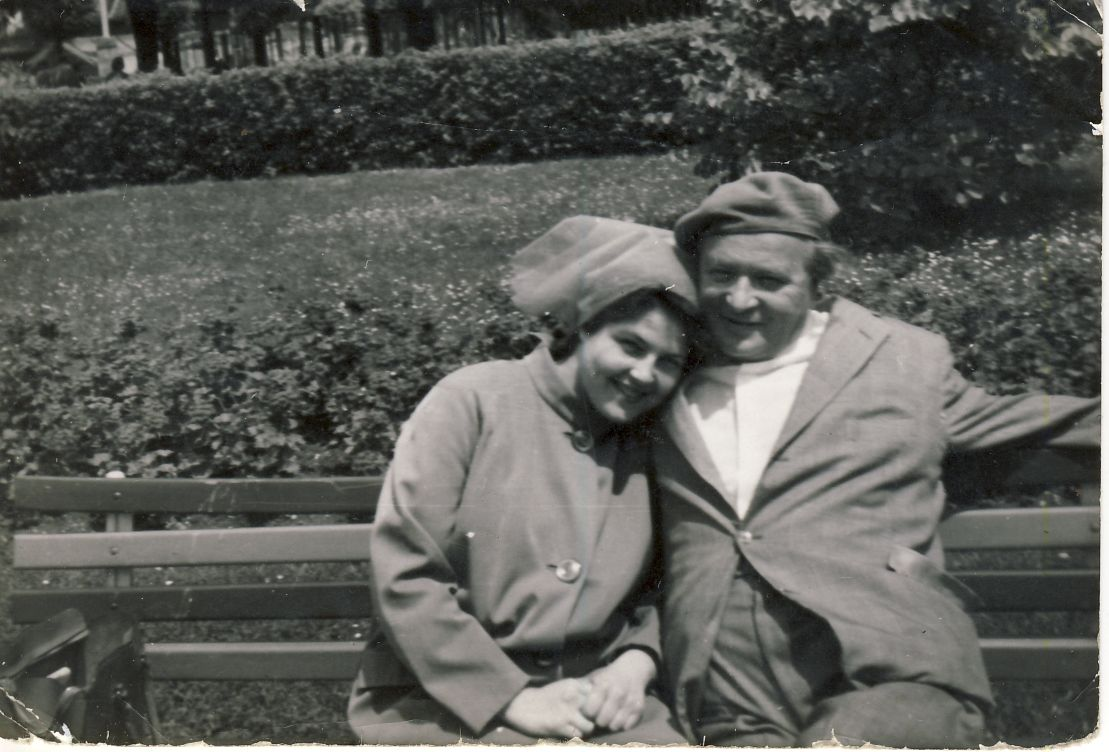
Vihar Judit édesapjával, Vihar Béla költővel 1965-ben

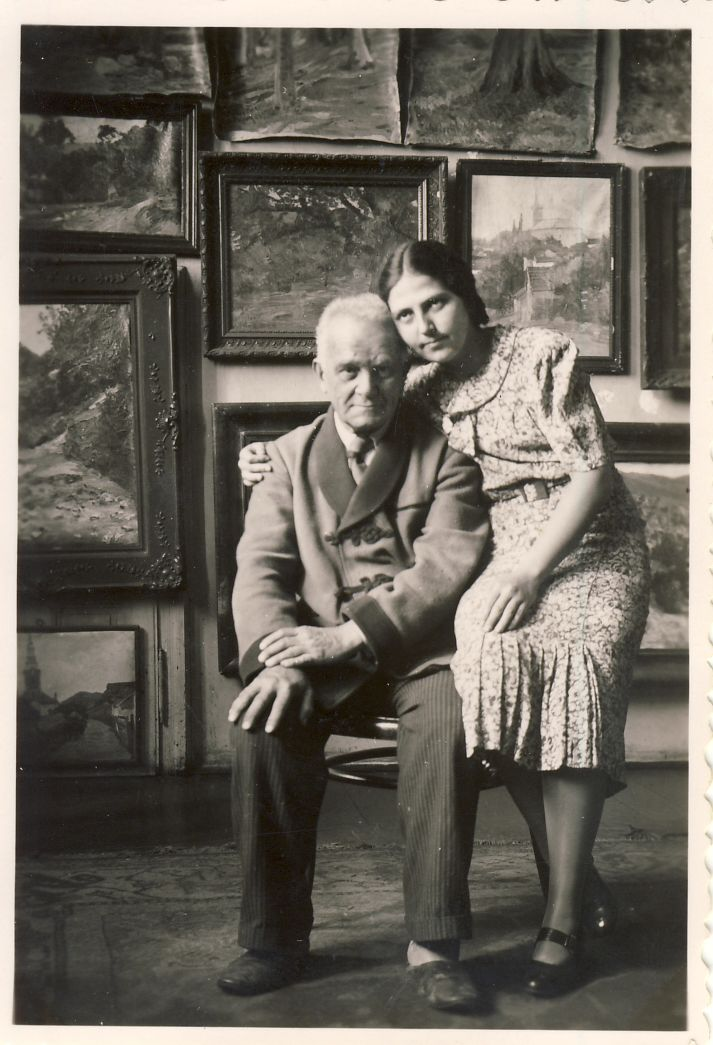
Vihar Judit édesanyja, Widder Magda a festő édesapjával, Widder Félix Bódoggal a 30-as években

Szülei: Vihar Béla (1908–1978) költő és Widder Magd(oln)a, Widder Félix Bódog festőművész és Kálmán Józsa lánya voltak. Anyai nagyapja, Widder Félix Aradon született Widder Dávid (1840–1906) és Nagel Nina (1849–1920) második gyermekeként. Öt testvére született, akik közül egy meghalt a világra jöttét követően. Widder Félixnek és feleségének, Kálmán Józsának két gyermeke született: Vihar Judit édesanyja, Widder Magd(oln)a (1915–2002) és Widder Gábor (1918?–1943), aki édesapjához hasonlóan a festészetet választotta hivatásául, és 1943 januárjában halt meg a Sztálingrádnál. Widder Gábor nem alapított családot, Magdának viszont Vihar Béla költőtől Judit lányukon kívül még egy fiuk, Vihar Gábor (1948–1975) született, aki gyógyíthatatlan beteg volt, vírusos influenzából kapott skarlátot, abból pedig agyvelőgyulladást, 27 évesen halt meg. Vihar Béla róla írta a Gólya, gólya gilice című írását.
Widder Félix lányunokájának, Vihar Juditnak az első férje Mártonfi Ferenc (1945–1991) sinológus nyelvész volt, akitől született a fia, Widder Félix dédunokája, Mártonfi Attila nyelvész.

## Életpályája
1962-ben érettségizett az ELTE Radnóti Miklós Gyakorlóiskola diákjaként. 1963–1968 között az ELTE Bölcsészettudományi Karának magyar–orosz–japán szakos hallgatója volt. 1968–1975 között az ELTE Radnóti Miklós Gyakorlóiskola tanára volt. 1975-től az ELTE Tanárképző Főiskolai Kar (ELTE-TFK) oktatója, 1988–2003 között az orosz nyelv és irodalom tanszékvezető docense, 2003 óta főiskolai tanára.
1990 óta a Japán Stúdiumok Alapítvány elnöke. 
1991-től 1992-ig a Miskolci Bölcsész Egyesület (MBE) Nagy Lajos Király Magánegyeteme Japán Nyelv és Művelődéstörténet Tanszékének vezetője.
1996 óta a Károli Gáspár Református Egyetemen haikuköltészetet, japán irodalmat és műfordítást tanít. 2001 óta a Magyar–Japán Baráti Társaság elnöke; három alkalommal választották újra. Mint elnök nagyon sok programot szervez a japán kultúrával kapcsolatban.
2000-ben részt vett a London–Oxford Haiku-világfesztiválon, 2002-ben pedig egy haikuköltőkből álló nemzetközi csoporttal végigjárta az Oku no hoszomicsi-t, Macuo Basó: „Észak ösvényein” című műve fordításakor, amely megegyezett Basó 1689. május 16-án kezdődő, 150 napig tartó vándorútjával, és amelyről az NHK forgatócsoportja filmet készített. Akitában a Haiku-világtalálkozón angol nyelvű haiku kategóriában első lett. 2000-ben a Magyar–Japán Baráti Társaságon belül megalapította a Haikuklubot, amely évente négy alkalommal gyűlik össze híres japán haikukat olvasni és haikukat írni. 2013-ban elindította Magyarországon a Magyar Haikunapot, melyet évente áprilisban ünnepelnek meg főként Budapesten, de a nagyobb városokban is. A japán irodalom számos remekét fordította magyarra, így többek között a Nobel-díjas Óe Kenzaburó, Akutagava Rjúnoszuke, valamint Nacume Szószeki műveit.

## Művei[3]
- Soltész Judit–Vihar Judit: Első orosz könyvem; Tankönyvkiadó, Bp., 1978
- Orosz nyelvkönyv; szerk. Hegedüs Józsefné, Számely Béláné, Vihar Judit; Tankönyvkiadó, Bp., 1979
- Orosz nyelvi feladatlapok; szerk. Hegedüs Józsefné, Számely Béláné, Vihar Judit; Tankönyvkiadó, Bp., 1979
- Tarkabarka. Orosz nyelv kicsiknek, nagyok segítségével; MR, Bp., 1979
- Orosz nyelvi munkafüzet; szerk. Hegedüs Józsefné, Számely Béláné, Vihar Judit; Tankönyvkiadó, Bp., 1979
- Beszélj te is oroszul!; szerk. Hegedüs Józsefné, Számely Béláné, Vihar Judit; Tankönyvkiadó, Bp., 1983
- Vihar Judit–Teveli Ágnia: Intonacija, udarenyije, zvuki; ELTE Tanárképző Kar, Bp., 1988
- Bevezetés a ruszisztikába. Tanárképző főiskolák. Egységes jegyzet; Tankönyvkiadó, Bp., 1990
- Bevezetés a ruszisztikába (1990)
- A japán irodalom rövid története (1994)
- The Spirit of haiku (1996)
- Macuo Basó legszebb haikui (1996)
- A nyolcfejű sárkány (2003)
- Ezer magyar haiku (2010)
- "Hagyjatok magamra, hogy együtt legyek az egész világgal". Vihar Béla életéről és költészetéről a költő 100. születésnapja alkalmából; Ipolyi Arnold Városi Könyvtár és Helytörténeti Gyűjtemény, Törökszentmiklós 2008 (Helytörténeti füzetek)
- "Eljegyeztem magam a világgal és az igazsággal". Emlékezés a 100 éve született Vihar Bélára; összeáll., szerk. Rigó Tamásné, bev. Vihar Judit; Önkormányzat, Hajdúnánás, 2008 (Nánási füzetek)

## Díjai
- Pro Universitate – Eötvös Loránd Tudományegyetem kitüntetése (2000)
- A World Haiku Review esszéversenyén I. helyezés (2001)
- A World Haiku Festival angol nyelvű haikuversenyén I. helyezés (2002)
- Felkelő Nap érdemrend az Arany Sugarakkal és a Nyakszalaggal (2009)
- A Japán Külügyminisztérium kitüntetése a Japán–magyar nagyszótár szerkesztőbizottságának tagjaként, a szótár kiadójaként (2016)
- Janus Pannonius Műfordítói-díj és Műfordítói Életmű-díj (2019)